# Champion d'Europe
Un champion d'Europe est un sportif, un joueur ou une équipe qui a gagné les championnats d'Europe de sa discipline. Il conserve son titre jusqu'à la prochaine édition du ou des championnats d'Europe. Généralement, dans le domaine du sport, la récompense obtenue est une médaille d'or.
Le vice-champion d'Europe est celui qui est arrivé second, et qui, habituellement, obtient la médaille d'argent.